# Leptomantella indica
Leptomantella indica är en bönsyrseart som beskrevs av Giglio-tos 1915. Leptomantella indica ingår i släktet Leptomantella och familjen Tarachodidae. Inga underarter finns listade i Catalogue of Life.